# Pallavolo Pineto
Maillots
Le club de volley-ball masculin de Pineto (et qui a changé plusieurs fois de nom en raison de changements de sponsors principaux) évolue au premier niveau national (Serie A1).

## Palmarès
Néant.

## Entraîneurs
- 2003-2004 :  Camillo Placì
- Nov. 2007-2008 :  Antonio Babini
- 2008-2009 :  Paolo Montagnani

## Effectif

### Saison 2007-2008
Entraîneur : Emanuele Fracascia  Italie ; entraîneur-adjoint : Andrea D'Andrea  Italie
| No | Nom                             | Taille | Nationalité |
| -- | ------------------------------- | ------ | ----------- |
| 1  | Marco Fabroni                   | 1,90   | Italie      |
| 3  | Marco Sulpizii                  | 1,95   | Italie      |
| 4  | Simone Lorenzi                  | 2,06   | Italie      |
| 5  | Nicola Daldello                 | 1,84   | Italie      |
| 6  | Davidson De Morales Lampariello | 1,96   | Brésil      |
| 8  | Marco Mancini                   | 1,90   | Italie      |
| 9  | Diogo De Andrade Silva          | 1,93   | Brésil      |
| 10 | Emanuele Sborgia                | 1,98   | Italie      |
| 11 | Edward Kamphuis                 | 2,00   | Pays-Bas    |
| 12 | Massimiliano Russo              | 1,96   | Italie      |
| 16 | Matteo Cacchiarelli             | 1,77   | Italie      |
| 17 | Peter DiviŠ                     | 1,98   | Slovaquie   |
| 16 | Goran Bjelica                   | 2,04   | Serbie      |